# Kazumi Watanabe (Leichtathlet)
Kazumi Watanabe (japanisch 渡辺 和己 Watanabe Kazumi; * 25. Dezember 1935 in Nakagawa; † 21. April 2022 in Fukuoka) war ein japanischer Leichtathlet.

## Leben
Kazumi Watanabe studierte an der Chūō-Universität. 1960 gewann er den Beppu-Ōita-Marathon. Bei den Olympischen Sommerspielen 1960 in Rom belegte Watanabe den 32. Platz im Marathonlauf. Vier Jahre später startete Watanabe bei den Olympischen Sommerspielen von Tokio im Rennen über 10.000 Meter, wo er den 28. Platz belegte.
2001 wurde Watanabe Vorsitzender des Leichtathletikverbands von Kyūshū.